# 博愛県
博愛県（はくあい-けん）は中華人民共和国河南省焦作市に位置する県。
1927年、孫文によって博愛県と命名された。それまでは河内県 (河南省)、沁陽県。

## 行政区画
- 街道:清化街道、鴻昌街道
- 鎮:柏山鎮、月山鎮、許良鎮、磨頭鎮、孝敬鎮
- 郷:寨豁郷、金城郷